# NGC 2863
NGC 2863 (ook: NGC 2869) is een spiraalvormig sterrenstelsel in het sterrenbeeld Waterslang. Het hemelobject werd op 25 maart 1786 ontdekt door de Duits-Britse astronoom William Herschel. Het werd in 1886 herontdekt door Frank Muller.

## Synoniemen
- MCG -2-24-18
- IRAS 09211-1012
- PGC 26609